# Пинкельниг, Ева
Ева Пинкельниг (нем. Eva Pinkelnig; род. 27 мая 1988, Дорнбирн, Форарльберг) — австрийская прыгунья на лыжах с трамплина, 5-кратный серебряный призёр чемпионатов мира, многократная победительница этапов Кубка мира.

## Спортивная карьера
В Кубке мира выступает с сезона 2014/2015.
На чемпионате мира 2025 года в Тронхейме в командном соревновании с нормального трамплина в составе Австрии завоевала серебряную медаль. В смешанном командном соревновании стала бронзовым призёром. 

## Результаты

### Чемпионаты мира по лыжным видам спорта
| Чемпионат мира  | Возраст | Нормальный трамплин | Большой трамплин | Нормальный трамплин, команда | Нормальный трамплин, смешанная команда |
| --------------- | ------- | ------------------- | ---------------- | ---------------------------- | -------------------------------------- |
| 2015 Фалун      | 26      | 8                   | н/д              | н/д                          | —                                      |
| 2017 Лахти      | 28      | не выступала        | не выступала     | не выступала                 | не выступала                           |
| 2019 Зефельд    | 30      | 5                   | н/д              | 2                            | 2                                      |
| 2021 Оберстдорф | 32      | 32                  | —                | —                            | —                                      |
| 2023 Планица    | 34      | 2                   |                  | 2                            |                                        |

### Победы на этапах Кубка мира (3)
| №  | Сезон   | Дата           | Место проведения | Трамплин               |
| -- | ------- | -------------- | ---------------- | ---------------------- |
| 1. | 2019/20 | 12 января 2020 | Саппоро          | Большой трамплин БТ137 |
| 2. | 2019/20 | 17 января 2020 | Дзао             | Средний трамплин НТ102 |
| 3. | 2019/20 | 19 января 2020 | Дзао             | Средний трамплин НТ102 |